# Typ-D-Schwertwal
Der Typ-D-Schwertwal (Orcinus orca Typ D) ist ein auf der Südhalbkugel vorkommender Ökotyp des Schwertwals (Orcas). Er lebt in den subantarktischen Gewässern des Südpolarmeers.

## Aussehen

Ökotypen der Südhalbkugel

Von den anderen Typen des Schwertwals unterscheidet sich der Typ D in einigen Aspekten: Die Melone ist deutlich stärker ausgeprägt, der Kopf ist also wesentlich runder. Ein sehr auffälliges Merkmal ist außerdem der stark verkleinerte Augenfleck, der bei den anderen Ökotypen oft mehr als viermal so groß ist. Auch die Zähne sind im Vergleich zu anderen Schwertwalen klein. Die Rückenflosse (Finne) der Männchen ist etwas schmaler, spitzer und verläuft bogenförmiger als bei den Männchen der anderen Schwertwale. Die Männchen erreichen durchschnittliche Größen von 6–7 m und die Weibchen von bis zu 6 m.

## Verbreitung und Lebensweise
Verbreitet ist der Typ-D vermutlich zirkumpolar zwischen 40° und 60° südlicher Breite. In Beobachtungen konnte die Jagd auf Schwarze Seehechte dokumentiert werden, was auf eine fischbasierte Ernährungsweise hindeutet.

## Entdeckung
Als 1955 eine ganze Gruppe von 17 Tieren dieses Ökotyps strandete, hielt man sie auf Grund ihres Aussehens, das sich in einigen Punkten stark von dem der anderen Schwertwale unterscheidet, für eine durch eine Mutation veränderte Gruppe und brachte ihre Schädel in ein Museum. Nach einer angeblichen Sichtung im Jahr 1995 und einigen Fotos, die 2004 auftauchten, begannen sich immer mehr Wissenschaftler für diesen neuen Orcatypus zu interessieren.
Im Januar 2019 gelang es einigen Wissenschaftlern, eine Gruppe von ca. 30 Individuen vor der Südspitze Chiles zu filmen und Gewebeproben zu entnehmen.

## Systematik
Bisher gilt der Typ-D-Schwertwal als ein Ökotyp von Orcinus orca. Die Einteilung aller Ökotypen in eine Art ohne Unterarten war schon lange ein Streitpunkt unter Wissenschaftlern. Genuntersuchungen an den Schädeln der 1955 gestrandeten Tiere legen nah, dass es sich bei Typ D wirklich um eine eigene Unterart handelt. Einige Wissenschaftler diskutieren über einen möglichen Artstatus des Typs D und einen Unterart-Status für einige der anderen Ökotypen. 
Die Analyse entnommener Gewebeproben und der Vergleich mit Exemplaren aus Museen zeigte, dass die Population über eine sehr geringe genetische Variabilität verfügt.